# Wentworth Smith
Wentworth Smith (h. 1571 - 1601?1605?) foi um dramaturgo inglês menor do teatro isabelino que pode ter sido o responsável por algumas das obras incluídas entre os apócrifos de Shakespeare, ainda que não se tenha conservado quase nenhuma obra conhecida como sua.
Smith nasceu em meados de março de 1571 e foi batizado na igreja de São Tiago de Garlichythe. Casou-se em 1594 e parece ter trabalhado como escrivão. Somente se sabe que foi escritor porque aparecem nas anotações de Philip Henslowe.